# مسی ۱۴۴۲۰
سیارک ۱۴۴۲۰ (به انگلیسی: 14420 Massey، نامگذاری:1991SM) چهارده هزار و چهارصد و بیستمین سیارک کشف شده‌است که در ۳۰ سپتامبر ۱۹۹۱ کشف شد.